# Деми Ловато
Деметрија Девон „Деми” Ловато (енгл. Demetria Devonne "Demi" Lovato; Албукерки, 20. август 1992) америчка је певачица, текстописац и глумица. После наступа у дечјој телевизијској серији Барни и пријатељи (2002—2004), истиче се као Мичи Торес у телевизијском мјузиклу Рокенрол камп (2008) и његовом наставку, Рокенрол камп 2: Финални џем (2010); свој први сингл и дует са Џоом Џонасом „This Is Me” објављује у склопу саундтрека првог филма, док је сингл дебитовао на деветом месту листе  100.
Након потписивања уговора са кућом Hollywood Records, Ловато објављује свој поп рок деби албум Don't Forget (2008), који је дебитовао на другом месту листе  200. Његов наследник Here We Go Again (2009) дебитовао је на првом месту у САД, док је његова истоимена песма достигла 15. место на листи Hot 100. На свом трећем студијском албуму Unbroken (2011) Ловато експериментише са попом и R&B-јем, док је албум изнедрио платинасти сингл у САД, „Skyscraper”. Свој истоимени четврти албум објављује 2013, који је дебитовао на трећем месту листе Billboard 200, а садржи међународни хит, „Heart Attack”. Албуме Confident (2015) и Tell Me You Love Me (2017) карактеришу соул и зрелије теме; добивши номинацију за награду Греми за Confident, док „Sorry Not Sorry”, водећи сингл с албума Tell Me You Love Me, достиже шесто место у САД. Након паузе, Ловато објављује свој седми албум Dancing with the Devil... the Art of Starting Over (2021), који је достигао друго место на листи Billboard 200, а 2022. свој осми студијски албум, Holy Fvck.
На телевизији, Ловато глуми главног лика у комедији ситуације Сани, звезда у успону (2009—2011), бивши је члан жирија у музичко-такмичарској серији The X Factor USA у другој и трећој сезони и наступа као споредни лик у хумористичком мјузиклу Гли (2013—2014) и комедији ситуације Вил и Грејс (2020). Такође глуми у телевизијском филму Програм заштите за принцезе (2009), хумористичком анимираном филму Штрумпфови: Скривено село (2017) и хумористичком мјузиклу Песма Евровизије: Прича ватрене саге (2020).
Ловато има преко 24 милиона продатих плоча у Сједињеним Америчким Државама, као и бројна признања која чине MTV Video Music Award, 14 Награда по избору тинејџера, пет Награда по избору публике, две Латиноамеричке музичке награде, Гинисов рекорд и део је годишње листе Time 100 за 2017. годину. Активиста за неколико друштвених питања, Ловато привлачи велику пажњу медија својим поремећајем у исхрани и злоупотребом психоактивних супстанци, због чега објављује мемоаре Staying Strong: 365 Days a Year (2013) и документарце, Demi Lovato: Simply Complicated (2017) и Demi Lovato: Dancing with the Devil (2021).

## Детињство, младост и почетак каријере
Деметрија Девон Ловато, дете бивше навијачице (чилидерсице) Далас каубојса Дајане де ла Гарзе (рођене Ли Смит) и инжењера и музичара Патрика Мартина Ловата, рођено је 20. августа 1992. у Албукеркију. Ловато има старију сестру по имену Далас; млађу полусестру по мајци, глумицу Медисон де ла Гарза; и старију полусестру по оцу, Амбер, са којом се први пут чује са двадесет година.
Средином 1994. године, убрзо након свог другог рођендана, родитељи се разводе. Отац је био мексичког порекла, са углавном шпанским и индијанским прецима, а долазио је из породице која је генерацијама живела у Новом Мексику; такође је био даљег португалског и јеврејског порекла. Мајка је енглеског и ирског порекла. Патрик је био потомак ветерана Грађанског рата Франсиска Перее и гувернера Санта Фе де Нуево Мексика, Франсиска Хавијера Чавеса. Ловато не жели да успостави везу са Патриком након што се родитељи разводе. Ловато често говори о насилном и напетом односу с оцем, док једном изјављује: „Био је зао, али је желео да буде добра особа. И желео је да има своју породицу, а када се моја мама удала за мог очуха, он је још увек имао огромно срце где је рекао: ’Тако ми је драго што се [он] брине о теби и ради посао који бих волео да могу да радим’.” Након што је Патрик умро од рака 22. јуна 2013. године, Ловато саопштава да је био ментално болестан и у његову част ствара Ловато програм стипендија за лечење.
Ловато своје детињство проводи у Даласу. Почиње да свира клавир са седам година, а гитару са десет, када креће на часове плеса и глуме. Године 2002. Ловато започиње своју глумачку каријеру у дечијој телевизијској серији Барни и пријатељи, тумачећи улогу Анџеле. Наступа у серијама Бекство из затвора 2006. и Просто Џордан следеће године. Због глумачке каријере, Ловато доживљава малтретирање и због тога тражи образовање код куће, преко ког на крају и добија диплому средње школе.

## Каријера

### 2007—2008: Пробој с филмомРокенрол кампи
Од 2007. до 2008. Ловато глуми Шарлот Адамс у краткој серији Disney Channel-а, Као што звоно звони. Године 2007. Ловато присуствује каналовој аудицији за телевизијски филм Рокенрол камп и Don't Forgetсерију Сани, звезда у успону, док на крају добија обе улоге. Глуми главног лика, амбициозну певачицу Мичи Торес, у филму Рокенрол камп. Филм је премијерно емитован 20. јуна 2008. пред 8,9 милиона гледалаца. Џилијан Флин из Entertainment Weekly-ја написала је да Ловато поседује изузетне глумачке вештине, као и „прелеп осмех”. Саундтрек филма је објављен три дана раније; међутим, критичари су музику сматрали мање атрактивном од оне из филма Средњошколски мјузикл. Дебитовао је на трећем месту америчке листе  200, са 188.000 продатих примерака у првој седмици након објављивања. Ловато наступа на четири песме саундтрека, као што су „” и „”. Друга песма је дебитовала на 11. месту америчке листе  100, а касније је достигла девето место; Ловато овом песмом обележава свој први наступ на листи, као и свој први сингл. Тог лета Ловато потписује уговор са кућом Hollywood Records и започиње Demi Live! Warm Up Tour пре објављивања свог деби студијског албума, док такође наступа на турнеји групе Jonas Brothers, .
Свој деби студијски албум  објављује 23. септембра 2008, док албум добија углавном позитивне критике критичара. Мајкл Слезак из Entertainment Weekly-ја је изјавио: „Деми Ловато може задовољити [своје] млађе обожаваоце, али неће освојити ниједног рокера с албумом Don't Forget”. Албум је дебитовао на другом месту у САД, са продајом од 89.000 примерака прве седмице. Десет песама је написано у сарадњи са групом Jonas Brothers.
Don't Forget је добио златни сертификат Америчког удружења дискографских кућа (АУДК) за продају од преко 500.000 примерака у САД. „”, водећи сингл с албума, похваљен је због свог поп рок стила и достигао је 43. место на листи Billboard Hot 100, такође продат у преко 560.000 примерака у Сједињеним Америчким Државама. „”, други сингл с албума, похваљен је због својих снажних рок елемената и достигао је 52. место у САД, а нашао се и међу најбољих 40 места у Ирској и Уједињеном Краљевству. Музички спот за песму режирали су Брендан Малој и Тим Вилер. „”, трећи сингл и насловна песма, достигао је 41. место у САД.

### 2009—2010:Сани, звезда у успонуи
Сани, звезда у успону, комедија ситуације Disney Channel-а, у којој Ловато глуми Сани Манро, најновијег члана глумачке екипе серије у серији под називом Тако случајно!, премијерно је емитована 8. фебруара. Роберт Лојд из Los Angeles Times-а изјавио је да Ловато поседује „веома добру” глумачку способност, коју је упоредио са звездом серије Хана Монтана, Мајли Сајрус. Тог јуна Ловато глуми Рози Гонзалес / принцезу Розалинду у филму Disney Channel-а Програм заштите за принцезе, заједно са Селеном Гомез. Филм, уједно и четврти најгледанији оригинал Disney Channel-а, премијерно је емитован пред 8,5 милиона гледалаца. За саундтрек филма, пар је снимио песму „One and the Same”, која је касније објављена као промотивни сингл.
Свој други студијски албум  објављује 21. јула 2009. године; свој акустични стил упоређује са стилом Џона Мејера. Албум је добио позитивне критике критичара који су похвалили пријатне поп рок елементе, понављајући критике албума . Први је албум на првом месту који објављује Ловато, док дебитује на врху листе  200 са продајом у првој седмици од 108.000 примерака, а касније добија златни сертификат. „”, водећи сингл и насловна песма албума, дебитовао је на 59. месту листе Billboard Hot 100 и успео да достигне врхунац на 15. месту, поставши соло сингл са највишим местом овог извођача до тог тренутка. Песма је такође достигла 68. место на листи Canadian Hot 100 и 38. место на Новом Зеланду. „Here We Go Again” касније добија платинасти сертификат у САД. „”, други и последњи сингл с албума, није успео да парира успеху свог претходника, али је достигао 80. место на листи UK Singles Chart. Ловато креће на своју прву националну турнеју под називом Live in Concert у 40 градова као подршку албума . На турнеји од 21. јуна до 21. августа 2009. наступали су Дејвид Арчулета, KSM и Џордан Пруит. Ловато и Арчулета су добили награду за најбољу музичку турнеју на додели Награда по избору тинејџера 2009. године. Ловато наступа заједно са групом , Мајли Сајрус и Селеном Гомез на песми „Send It On”, хуманитарном синглу и тематској песми за Disney's Friends for Change. Сав приход од песме дониран је добротворним организацијама за заштиту животне средине које подржава Disney Worldwide Conservation Fund. Ловато снима „Gift of a Friend” као саундтрек за Disney-јев филм Звончица и изгубљено благо. Филм је објављен у октобру 2009. године.
Године 2010. Ловато и Џо Џонас снимили су „Make a Wave” као други добротворни сингл за Disney's Friends for Change. У мају Ловато гостује као Хејли Меј, тинејџерка са схизофренијом, у епизоди „Сјајни срећни људи” шесте сезоне серије Увод у анатомију. Иако Ловато добија похвале критичара за своју свестраност, они су били разочарани глумом и сматрали су да је изглед дизајниран првенствено да привуче гледаоце. Касније те године Ловато предводи своју прву међународну турнеју под називом  и придружује се турнеји Jonas Brothers: Live in Concert као гост.
Ловато понавља своју улогу Мичи Торес у филму Рокенрол камп 2: Финални џем, премијерно емитованим 3. септембра 2010. године. Критичари су били амбивалентни у вези са заплетом филма, а на Rotten Tomatoes-у има оцену од 40 одсто одобравања. Међутим, Џенифер Армстронг из Entertainment Weekly-ја назвала је глуму „веома привлачном”. Филм је премијерно емитован пред осам милиона гледалаца, чиме је филм постао најгледанији те године. Његов пратећи саундтрек објављен је 10. августа, а Ловато пева на девет песама, као што су „” и „”. Саундтрек је дебитовао на трећем месту листе Billboard 200, са продајом од 41.000 примерака прве седмице. Турнеја Jonas Brothers: Live in Concert је прерађена како би се део ње били и Ловато и остатак глумачке екипе филма; почела је 7. августа, две седмице касније од планираног. Саундтрек серије Сани, звезда у успону објављен је 5. октобра; Ловато пева на четири нумере, као што је „Me, Myself and Time”. Дебитовао је (и достигао врхунац) на 163. месту на листи Billboard 200, поставши најслабије продаван саундтрек овог извођача. У новембру 2010. Ловато најављује одлазак из серије, стављајући своју глумачку каријеру на паузу и завршавајући серију; касније изјављује да ће се вратити глуми када се појави самопоуздање да то и уради. Одлазак главног лика довео је до спинофа серије под називом Тако случајно! са истом глумачком екипом, као и скечевима из некадашње серије у серији. Спиноф је отказан након једне сезоне.

### 2011—2012:и
Дана 20. септембра 2011. Ловато објављује свој трећи студијски албум Unbroken. Започет у јулу 2010, албум је експериментисао са R&B-јем и садржи мање поп рока од својих претходника. Текстуално, Unbroken обухвата зрелије теме за разлику од претходних дела извођача, при чему се неке песме усредсређују на личне борбе. Албум и његова стилска промена добили су различите критике критичара, који су похвалили вокале и препознали раст извођача у музичкој каријери захваљујући песмама које се усредсређују на личне борбе, али су критиковали „песме за журке” и изјавили да је музика генеричнија од претходних дела.  је дебитовао на броју четири у САД, продавши 97.000 примерака у првој седмици након објављивања; касније добивши златни сертификат.
„”, водећи сингл албума Unbroken, објављен је 12. јула и познат је по својим порукама самопоштовања и самопоуздања. Дебитовао је на десетом месту у САД, продавши 176.000 примерака током прве седмице након објављивања, поставши најпродаванији сингл током прве седмице овог извођача у то време. Песма је такође постала сингл са највишим пласманом од „This Is Me” који је достигао девето место у јулу 2008, а такође је дебитовао на другом месту листе Hot Digital Songs. „Skyscraper” је добио награду за најбољи спот са поруком на додели MTV Video Music Awards у септембру 2012, а песма такође добија платинаст сертификат у САД и сребрни у УК. „”, други и последњи сингл с албума, објављен је 23. јануара 2012, а касније је достигао врхунац на 16. месту листе Billboard Hot 100, чиме је постала четврта песма са највишим местом овог извођача до тог тренутка. На америчким листама, достигла је 12. место на листи Adult Top 40 и прво на листи . Такође је постао најдужи успон женског извођача која је достигао прво место на листи Pop Songs, све до 2019. када је Холсина песма „Eastside” оборила рекорд. Песма је добила три платинаста сертификата у САД; од октобра 2014. „Give Your Heart a Break” је продат у 2,1 милион дигиталних примерака. Billboard је ову песму назвао најбољом песмом овог извођача, рекавши да је „безвременска”.
У мају Ловато постаје члан жирија и ментор за другу сезону америчког издања серије The X Factor, са пријављеном платом од милион долара. Придружује се Бритни Спирс, Сајмону Кауелу и Ел-Еј Риду, док се спекулисало је на том месту због привлачења млађе публике. Менторисањем у категорији младих, члан (Сиси Греј) завршио је на шестом месту. Током Државног сајма у Минесоти Ловато најављује да ће након наступа на додели MTV Video Music Awards 2012. објавити сингл до децембра. Дана 24. децембра на свом налогу на YouTube-у објављује видео на којем пева „Angels Among Us” посвећен жртвама пуцњаве у основној школи Сенди Хук. У марту је потврђено да се враћа у трећу сезону серије , са наводно удвострученом платом.

### 2013—2014:иГли
Свој четврти студијски албум  објављује 14. маја 2013. године. Албум садржи утицаје синт попа и баблгам попа и добио је углавном позитивне критике музичких критичара. Иако је Џон Кармајкл из The New York Times-а сматрао промену жанра забавном, према Entertainment Weekly-ју промена је значила мање зрелу слику. Албум је дебитовао на трећем месту у САД, са продајом од 110.000 примерака током прве седмице, што је најпродаванија седмица у дискографији овог извођача. Такође је био успешан на међународном нивоу, на листи топ десет на Новом Зеланду, Шпанији и УК. Албум је добио златни сертификат у САД.
„”, водећи сингл с албума, објављен је 25. фебруара и дебитовао је на 12. месту у САД, са продајом од 215.000 примерака током прве седмице, што је најпродаванија седмица у дискографији овог извођача. Песма је доспела на десето место (трећа улазак овог извођача у топ десет у САД), а такође је била успешна у УК, Аустралији и Европи. Други сингл „Made in the USA” достигао је 80. место у САД. „” и „Really Don't Care”, трећи и четврти сингл с албума, достигли врхунац у најбољих четрдесет места у САД, као и прво место на листи . Такође су добили златни сертификат у САД.
Ловато касније објављује делукс издање албума Demi, које садржи седам нових песама које се састоје од четири наступа уживо и три студијске песме. Једна од ових песама била је „Up”, сарадња са Олијем Мерсом за његов четврти студијски албум, . Ловато доприноси саундтреку филма Инструменти смрти: Град костију са песмом „Heart by Heart”.
Ловато 11. јуна објављује електронску књигу Demi на iBooks-у. Планирано је да се појави у најмање шест епизода пете сезоне серије Гли, али наступа само у четири. Игра Дани, извођачицу из Њујорка која се спријатељи са Рејчел Бери (Леа Мишел) и Сантаном Лопез (Наја Ривера) и комуницира са новим ликом ког игра Адам Ламберт. Ловато дебитује у другој епизоди сезоне, која је емитована 3. октобра, а последњи пут се појавила у марту 2014. године. Дана 19. новембра објављује књигу Staying Strong: 365 Days a Year, која се нашла врху листе бестселера The New York Times-а. Затим се договара да напише мемоаре, који тек треба да буду објављени. У серији The X Factor последња чланица тима (Рион Пејџ) завршила је на петом месту.
Ловато најављује своју турнеју Neon Lights Tour (укључујући наступе у Канади) 29. септембра 2013; почевши 9. фебруара 2014. и завршивши се 17. маја. Дана 21. октобра објављује своју обраду песме „Let It Go” за Disney-јев филм Залеђено краљевство, који је у биоскопима објављен 27. новембра. Ова обрада је описана као више „намењена радију” и „поп” у поређењу са оригиналом Идине Мензел. Обрада се појављује у шпици филма, а песма је промовисана као сингл с саундтрека филма. Песма је достигла врхунац на 38. месту листе Billboard Hot 100, проводећи 20 седмица на листи. Добила је двоструко платинасти сертификат у САД. Дана 18. маја 2014. објављена је песма „Somebody to You” као четврти сингл са деби албума групе , .
Ловато 29. маја најављује турнеју Demi World Tour, своју четврту концертну турнеју (и прву светску турнеју која покрива 25 градова), као и другу турнеју подршке албуму Demi. У новембру 2014. отвара британске наступе на турнеји Енрикеа Иглесијаса Sex and Love Tour и ради са дугогодишњим пријатељем Ником Џонасом на песми „Avalanche” са његовог истоименог албума. Дана 24. децембра Ловато објављује музички спот за своју песму, „Nightingale”.

### 2015—2016:
Свој пети албум  објављује 16. октобра 2015. године. и добија углавном позитивне критике музичких критичара. Албум је дебитовао на другом месту листе  200 са продајом од 98.000 примерака током прве седмице. Током продукције албума Ловато изјављује: „Већ сам почела да снимам за свој нови албум, а планирам да наставим да га смимам током турнеје. Звук само еволуира из свега што сам била у све оно што желим да постанем.” Наставља: „Никада нисам била толико сигурна у себе када је у питању самопоуздање, али не само личне ствари, већ тачно какав желим да мој звук буде и за шта знам да сам способна и овај албум ће ми дати прилику да покажем људима шта заиста могу да урадим.”
У јануару 2019. албум је добио платинасти сертификат у САД и продат је у милион примерака у земљи. У мају 2015. Billboard је открио да је Ловато у процесу покретања нове дискографске куће Safehouse Records која је „оријентисана на извођаче”, чији ће бити суоснивач и сувласник. Ловато, Ник Џонас и њихов тадашњи менаџер Фила Макинтајера делили би власништво над кућом, а чинила би део новог аранжмана о сарадњи са кућом Island. Confident је објављен преко овог подухвата. Ово је други подухват са више кућа у каријери овог извођача; раније део Jonas Records-а, партнерства UMG/Hollywood/Jonas Brothers, које је сада угашено.
Дана 1. јула 2015. Ловато објављује водећи сингл с албума Confident, под називом „”. Песма је привукла пажњу својом бирадозналом темом и остварила је комерцијални успех, достигавши једанаесто место на листи Billboard Hot 100 и добивши двоструко платинасти сертификат у САД. Дана 18. септембра 2015. насловна песма „Confident” је објављена као други сингл с албума и достигла је 21. место на листи  100. Дана 17. октобра 2015. Ловато изводи микс песама „Cool for the Summer” и „Confident”, као и мелодију песме „Stone Cold” у серији Уживо суботом увече током њене 41. сезоне. Ловато такође наступа на реиздању песме „Irresistible”, четвртог сингла са шестог студијског албума групе , . Истог месеца потписује уговор са већом агенцијом за манекене, Wilhelmina Models. Дана 22. октобра 2015. Ловато објављује музички спот за своју песму „Waitin for You” са реперком, Sirah. Дана 26. октобра 2015. Ловато и Ник Џонас објављују да ће заједно ићи на турнеју Future Now Tour. Дана 11. децембра 2015. Ловато добија награду на догађају Billboard Women in Music. Дана 21. марта 2016. „Stone Cold” је објављен као трећи и последњи сингл с албума . Дана 1. јула 2016. Ловато објављује нови сингл под називом „Body Say” као део промоције за своју турнеју.

### 2017—2018:
У фебруару 2017. Ловато ради као извршни продуцент документарног филма Beyond Silence, који прати три особе и њихова искуства са душевним болестима, као што су биполарни афективни поремећај, схизофренија, депресија и анксиозност. Ловато наступа на песми „No Promises” групе Cheat Codes, објављеној у марту 2017, и „Instruction” Џекса Џоунса заједно са Стефлон Дон, објављеној у јуну 2017. године. Године 2017. део је годишње листе 100 најутицајнијих људи на свету часописа Time. Дана 8. маја 2017. најављује сарадњу са линијом спортске одеће Fabletics као подршка иницијативи Уједињених нација, Girl Up.
У јулу 2017. Ловато објављује „Sorry Not Sorry” као водећи сингл са свог шестог студијског албума, који се нашао на шестом месту у Новом Зеланду и САД и постаје песма са највишим местом овог извођача, као и на осмом месту у Аустралији. Такође постаје најпродаванији сингл овог извођача у САД и добија пет платинастих сертификата у САД. Албум под називом „Tell Me You Love Me” објављен је 29. септембра и дебитовао је на трећем месту америчке листе Billboard 200 са продајом од 78.000 примерака током прве седмице након објављивања. Добио је позитивне критике музичких критичара и постао је први албум овог извођача који је добио платинасти сертификат у САД. Дана 17. октобра Ловато објављује Demi Lovato: Simply Complicated на YouTube-у, документарац који се усредсређује на каријеру и личне борбе. Номинован је за „најбољи музички документарац” на додели MTV Movie & TV Awards 2018. године. У октобру 2017. Ловато објављује датуме северноамеричког дела своје турнеје Tell Me You Love Me World Tour, са специјалним гостима DJ Khaled-ом и Келани. Потврђује европски и јужноамерички део турнеје у наредним месецима, а турнеја је почела у фебруару 2018. године.
У новембру 2017. Ловато објављује сингл „Échame la Culpa” са порториканским певачем, Луисом Фонсијем. Дана 24. марта 2018. Ловато наступа на скупу против насиља оружјем под називом Марш за наше животе у Вашингтону. У мају Ловато наступа на песмама „Fall in Line” Кристине Агилере и „Solo” групе Clean Bandit. Друга је постала прва песма овог извођача на првом месту у Уједињеном Краљевству. Дана 21. јуна Ловато објављује сингл под називом „Sober”, који назива „својом истином” и говори о борби против зависности и трезвености. Tell Me You Love Me World Tour завршава се следећег месеца, иако је првобитно било планирано да се заврши у новембру 2018. године.

### 2019—2021: Повратак глуми и
Дана 11. маја 2019. Ловато открива уговор са новим менаџером, Скутером Брауном. Такође изјављује „не могу бити срећнија, инспирисанија и узбуђенија због почетка овог, новог поглавља”. У августу 2019. откривено је да Ловато глуми у оригиналном филму Netflix-а Песма Евровизије: Прича ватрене саге, који је режирао Дејвид Добкин, а темељи се на истоименом такмичењу. Филм је објављен 26. јуна 2020, а главне улоге играју Вил Ферел и Рејчел Макадамс. Ловато овиме означава свој први глумачки наступ од своје гостујуће улоге у серији Гли из 2013. и први филмски наступ од филма Рокенрол камп 2: Финални џем (2010). Касније у току месеца, након најаве да ради на новом пројекту, Ловато открива свој повратак на телевизију гостујућом улогом у финалној сезони комедији ситуације NBC-ја Вил и Грејс где глуми Виловог сурогата.
У јануару 2020. Ловато остварује свој први музички наступ након паузе када изводи сингл „Anyone” на 62. додели награда Греми. Песма, коју Ловато снима четири дана пре свог предозирања дрогом 2018, објављена је на iTunes-у одмах након тога. Дана 2. фебруара 2020. изводи „Барјак искићен звездама” на Супербоулу . Дана 6. марта Ловато објављује сингл под називом „”. Након тога гостује серији Шоу Елен Деџенерес. Дана 16. априла објављује песму на којој наступа и Сем Смит, под називом „”. Дана 28. августа 2020. објављен је ремикс ЏоЏоине песме „Lonely Hearts” на којој наступа Ловато. На додели MTV Video Music Awards 2020. Ловато добија две номинације за своју песму „I Love Me”, чиме постаје први извођач у историји VMA који осам година узастопно добија номинације. Дана 10. септембра Ловато објављује сарадњу са америчким ди-џејем Marshmello-ом под називом „OK Not to Be OK” у партнерству са покретом за превенцију самоубиства, Hope For The Day. Дана 30. септембра 2020. Ловато објављује „Still Have Me” преко Twitter-а; песма је касније објављена на дигиталним платформама. Дана 14. октобра објављује политичку баладу под називом „Commander in Chief”, уочи председничких избора 2020. године. Дана 15. новембра 2020. била је водитељка 46. доделе Награда по избору публике. Дана 20. новембра наступа у песми америчког репера Jeezy-ја „My Reputation” са његовог албума, The Recession 2. Дана 4. децембра наступа на ремиксу песме „Monsters” рок групе All Time Low, поред Blackbear-а.
У јануару 2021. објављено је да ће Ловато глумити главну улогу у телевизијској серији NBC-ја под називом Гладни и да ће бити њен извршни продуцент, док ће серија пратити „пријатеље који су чланови групи која се бави питањима хране, док једни другима помажу да пронађу љубав, успех и савршену ствар у фрижидеру која ће све то учинити још бољим”. У априлу исте године мрежа је наручила пилот епизоду серије, коју је написала и продуцирала Сузана Мартин. Ловато наступа током телевизијског специјала у ударном термину под називом Celebrating America, поводом инаугурације председника Џоа Бајдена. Ловато пева „Lovely Day” Била Видерса, уз наступе председника Џоа Бајдена са својим унуком.
Документарна серија из четири дела која прати Ловато премијерно је емитована на YouTube-у у марту 2021. године. Под називом Demi Lovato: Dancing with the Devil, серију је режирао Мајкл Д. Ратнер у којој Ловато разговара о свом личном и музичком путовању у последње три године. Касније је објављено да ће Ловато свој седми студијски албум под називом Dancing with the Devil... the Art of Starting Over објавити 2. априла 2021. године. Ловато га назива „незваничним саундтреком документарног филма”. Албум садржи сарадњу са Аријаном Гранде, Ноом Сајрус и Saweetie, као и претходно објављени сингл„What Other People Say” који снима са аустралијским кантаутором Семом Фишером, док је објављен 4. фебруара 2021. године.  је дебитовао на другом месту листе  200 са продајом од 74.000 примерака током прве седмице у САД. Пре објављивања албума, Ловато објављује једну од две насловне песме, „Dancing with the Devil” 26. марта и „Met Him Last Night” 1. априла 2021. године. Дана 20. августа 2021. Ловато објављује музички спот за „Melon Cake”.
Дана 19. маја 2021. Ловато покреће сопствену подкаст-серију под називом 4D with Demi Lovato, а нове епизоде излазе сваке среде. Потврђени гости за подкаст су Челси Хендлер, Џејн Фонда, Џамила Џамил, Алок Вејд-Менон и Гленон Дојл. Дана 30. јула 2021. на Roku-овој платформи за стримовање објављена је емисија коју води Ловато, под називом The Demi Lovato Show. Састоји се од десетоминутних епизода, садржи искрене, нефилтриране разговоре које воде Ловато и стручни и славни гости, истражујући теме као што су активизам, позитивност тела, родни идентитет, секс, везе, друштвени медији и велнес. Емисија је првобитно била најављена у фебруару 2020, као и да ће се емитовати на Quibi-ју под називом Pillow Talk with Demi Lovato, пре него што је Quibi продао свој садржај Roku-у.
Дана 17. септембра 2021. амерички репер G-Eazy објавио је „Breakdown” на којем је Ловато, док представља други сингл с његовог албума, . Дана 30. септембра Ловато покреће серију од четири епизоде под називом Unidentified with Demi Lovato на Peacock-у. У емисији Ловато тражи знакове ванземаљског живота са својом сестром Далас и најбољим пријатељем, Метјуом Монтгомеријем.

### 2022:
Почетком 2022. Ловато објављеује исечке песама са свог осмог студијског албума. Дана 23. маја 2022. потврђено је да је „Skin of My Teeth” водећи сингл с албума, који је објављен 10. јуна. Песму премијерно изводи 9. јуна у емисији Вече са Џимијем Фалоном. Дана 6. јуна званично је објављен назив албума, Holy Fvck, као и датум објављивања за 19. август 2022. године. Ловато наводи да звук албума подсећа на Don't Forget (2008) и Here We Go Again (2009). Подршка албуму је турнеја Holy Fvck Tour која је започела 13. августа 2022. године.

## Стваралаштво

### Узори
Ловато често наводи „снажне вокалисте” као што су Кристина Агилера, Кели Кларксон, Витни Хјустон и Арета Френклин као своје главне музичке и вокалне узоре. Ловато изјављује: „Имам пуно поштовања према Витни Хјустон и Кристини Агилери.” О свом дивљењу Кларксоновој, Ловато каже: „Просто мислим да је она одличан узор. Осећам да је дала заиста сјајан пример и да је била изузетно талентована.” Ловато такође изјављује своју „опсесију Кели Кларксон” као дете, а чак има и корисничко име „Мала Кели” на AOL-у, инспирисано певачицом.
Као своје друге утицаје и инспирације наводи Бритни Спирс, Ријану, ЏоЏо, Кери Хилсон, Џенифер Лопез, Гледис Најт, Алекс Џонсон, Били Холидеј, Spice Girls и Били Гилман. О Гилмановој говори: „Имали смо исти опсег гласа у својој младости. Стално вежбам њене песме.” У тинејџерским годинама, Ловато слуша метал, као што су групе The Devil Wears Prada, Job for a Cowboy, Maylene and the Sons of Disaster и . Напомиње писање песама Џона Мејера као „велики утицај” на себе, а да након објављивања албума Unbroken свој музички стил пребацује на хип хоп и R&B. По објављивању песме „Without a Fight” са певачем кантри музике Бредом Пејслијем, наводи кантри жанр као свој доживотни снажан музички утицај, јер јер „одраста слушајући кантри”, а своју мајку назива „кантри певачицом”.
Турнеја The Neon Lights Tour је „инспирисана Бијонсе”, а посебно њеним истоименим визуелним албумом из 2013. у погледу визуелних приказа на екрану. Такође, Ловато открива да је шести студијски албум, Tell Me You Love Me, инспирисан Агилером. Ловато говори: „Одрасла сам слушајући Кристину Агилеру. Она је била један од мојих идола док сам одрастала. Још увек је. Њен глас је невероватан, а у албуму Stripped то заиста можете да чујете. Мислим да ју је њен пробојни албум заиста трансформисао у икону каква је данас. То ме је инспирисало... она је заиста инспирисала овај албум. Чак су ме инспирисали и црно-бели уметнички радови!”

### Глас
Током своје каријере, Ловато добија признање критичара за своје певачке способности. Што се тиче вокала на Don't Forget, Ник Левин из Digital Spy-а је изјавио: „она је свакако јачи певач од Џонасових. У ствари, њене пуне вокалне изведбе су константно импресивне.” Беки Брејн из Idolator-а је приметила да Ловато има „убиствен глас и материјал са А-листе да га добро искористи”. Према Софи Скилачи из The Hollywood Reporter-а, Ловато „има глас који може ућуткати чак и најоштрије критичаре.” У својој рецензији другог студијског албума Here We Go Again, Џеф Мајерс из The Buffalo News-а је изјавио: „За разлику од многих вршњака са Disney-ја, Ловато заиста уме да пева... [и то је] освежавајуће [без потребе за аутотјуном] да би прикрила недостатак природних способности.”
Коментаришући рад са извођачем на трећем студијском албуму Unbroken, Рајан Тедер је изјавио да га је „Ловато извукала из воде вокално! Нисам имао појма колико има добар глас. [Ловато је] једна од најбољих певача са којима сам радио. Буквално, тако добро... Мислим, на нивоу је Кели Кларксон. А Кели има сет фрула.” Такође је прокоментарисао њихов заједнички рад на песми „Neon Lights” са четвртог студијског албума, рекавши да „Ловато има један од највећих опсега, вероватно најгласнији певач са којим сам икада радио.” Тамсин Виле из Alter the Press-а прокоментарисала је вокале на албуму Demi, наводећи да „то показује колико има јаке гласне жице и варијације стилова које [Ловато] може у потпуности да усклади, на крају добивши свој.”
У рецензији турнеје Neon Lights Tour, Мајк Вас из Idolator-а је приметио „нису потребне сјајне сметње када можете да изнесете песме попут [Ловато] и повежете се са гомилом на тако емотивном нивоу.” У осврту на Demi World Tour, Маријел Ваким из часописа Los Angeles похвалила је вокале, коментаришући: „За оне који се нису потрудили да прате каријеру овог извођача, хајде да се нешто потврдимо: [Ловато] уме да пева. Са 22 године године, њен вокални опсег је запањујући.” Вакимова је даље описала вокал као „спектакуларан”.
Ловато добија похвале за извођење химне „Барјак искићен звездама” на Супербоулу LIV 2020. године. Патрик Рајан из USA Today-а даје похвале за „беспрекорно извођење” и описује извођача као „једног од најбољих вокала у индустрији данас”. Даље је приметио да Ловато „с лакоћом погађа све високе тонове” и на крају „чак је додаје и неке [своје] сопствене рифове” за које каже да су резултирали „извођењем које је било јединствено и феноменално”.

## Приватни живот

### Пребивалиште
Дана 20. августа 2010, на свој 18. рођендан, Ловато за своју породицу купује кућу у медитеранском стилу у Лос Анђелесу; међутим, Ловато одлучује да живи у „трезвеној кући” у Лос Анђелесу по напуштању рехабилитације у јануару 2011. године. У септембру 2016. Ловато такође купује кућу у Лорел Канјону у Лос Анђелесу за 8,3 милиона долара, коју продаје у јуну 2020. за 8,25 милиона долара. У септембру 2020. Ловато купује кућу у Студио Ситију у Лос Анђелесу за 7 милиона долара.

### Хобији
Ловато 2016. почиње да тренира бразилски џијуџицу, борилачку вештину изведену из џијуџицуа. Од 2019. године има плави појас.

### Сексуалност, род и везе
Током неколико месеци 2009. Ловато излази са певачем Трејсом Сајрусом. Ловато 2010. накратко излази са својим колегом из филма Рокенрол камп, Џоом Џонасом. Ловато тада улази у везу са прекидима са глумцем Вилмером Валдерамом; први пут су почели да се забављају у августу 2010. и раскидају у јуну 2016. године. Ловато касније излази са атлетичаром UFC-ја Гиљермеом Бомбом Васконселосом од јануара до јула 2017. године. Крајем 2018. Ловато накратко излази са дизајнером Хенријем Ливијем до марта 2019. године. Касније се неколико месеци забавља са манекенком Остином Вилсоном до краја 2019. године. Ловато 23. јула 2020. објављује веридбу са глумцем Максом Еричом. Почели су да се забављају четири месеца раније, али су крајем септембра раскинули.
Ловато описује своју сексуалност флуидном и не сматра род битним за проналажење љубави. У јулу 2020. себе назив квир особом у изјави на друштвеним медијима у којој жали због смрти своје колегинице из серије Гли, Наје Ривере. У марту 2021. Ловато се проглашава пансексуалном и сексуално флуидном особом, рекавши у интервјуу: „Увек сам знала да сам проклето квир, али сада то у потпуности прихватам.” У истом интервјуу, назива себе „превише квир” особом за изласке са мушкарцима у то време. Изражава понос што припада, како наводи, „азбучној мафији”, мислећи на ЛГБТ заједницу.
Ловато 19. маја 2021. јавно излази као небинарна особа и објављује одлуку о промени заменица у they/them, које су родно неутралне у енглеском језику, наводећи да је „ово дошло након много исцељења и рада на себи. Још увек учим и долазим себи; не тврдим да сам стручњак или портпарол. Дељење овога са вама сада отвара још један ниво рањивости за мене.” Својој породици и пријатељима излази као небинарна особа крајем 2020. године. У априлу 2022. додаје заменице she/her, које одговарају природном женском роду.

### Здравље
Ловато пати од булимије нервозе, самоповређивања и малтретирања пре него што иде на рехабилитацију са 18 година. Дана 1. новембра 2010. Ловато се повлачи са турнеје Jonas Brothers: Live in Concert, приступивши установи за лечење „физичких и емоционалних питања”. Пријављено је да се одлучује да оде на лечење након што удара плесача Алекса Велча; Ловато добија савет од своје породица и менаџерског тима да потражи помоћ. Ловато говори да преузима „100 одсто, пуну одговорност” за инцидент. Дана 28. јануара 2011. завршава болничко лечење у Тимберлајн Нолсу и враћа се кући. Ловато признаје да има булимију, да се самоповређује и да се „самолечи” дрогом и алкохолом „као што многи тинејџери раде да би смањили свој бол”. Додаје да „у суштини има нервни слом” и да је током лечења дијагностикован биполарни поремећај. Касније признаје да користи кокаин неколико пута дневно и кријумчари га у авионе.
У априлу 2011. Ловато постаје уредник часописа Seventeen, написавши чланак у ком описује своје борбе. У марту 2012. MTV је емитовао документарац, Demi Lovato: Stay Strong, у ком Ловато говори о рехабилитацији и опоравку. Следећег месеца започиње рад на свом четвртом студијском албуму. У јануару 2013. објављено је да Ловато више од годину дана живи у установи за трезвене животе у Лос Анђелесу јер су сматра да је то најбољи начин да се избегне повратак зависности и поремећаја у исхрани. Ловато 15. марта 2017. године прославља петогодишњицу отрежњења.
У свом документарцу на YouTube-у из 2017. Demi Lovato: Simply Complicated, Ловато открива да третман у Тимберлајн Нолсу није био у потпуности успешан, наводећи да се и даље бори са алкохолизмом и зависношћу од кокаина у години након боравка у центру за лечење признајући да се налази под утицајем кокаина током интервјуа о трезвености за Demi Lovato: Stay Strong. Тада изјављује: „Нисам радила по свом програму. Нисам била спремна да се отрезним. Кријумчарила сам га у авионе, кријумчарила га у купатилима, кријумчарила га целе ноћи. Нико није знао.”
Ловато такође наводи да је зависност од дроге и алкохола довела до тога да неколико пута скоро долази до предозирања, а касније то почиње да утиче на способност да наступа уживо и промовише свој албум Unbroken, позивајући се на наступ из 2012. у серији American Idol где долази у мамурном стању. Након што менаџерски тим изражава намеру за напуштањем, Ловато пристаје да настави лечење и саветовање за своју зависност, што доводи до пресељења у установу за трезвене животе у Лос Анђелесу са цимерима и обавезама које би помогле да превазиђе проблеме са дрогом и алкохолом. У марту 2021, иако изјављује да завршава са тешким дрогама као што је хероин, Ловато открива да се не налази у трезном стању јер пије и пуши марихуану у умереним количинама, са чиме се многи пријатељи отворено нису слагали. Одлучује се за умереност јер осећа да неће успети ако одлучи да више никада неће пити или пушити. Ловато говори да то ради јер би „једно пиће било еквивалентно лули за крек”. Ово се променило следећег децембра када напушта свој „калифорнијски трезвен начин” и проглашава се „трезном” особом.
Ловато 2021. говори да првобитно прихвата своју биполарну дијагнозу и да то дели 2011. јер тако објашњава своје погрешно понашање, али касније верује да је дијагноза нетачна: „Глумила сам се када сам имала 18 година из много разлога, али сада знам од више различитих доктора да то није било зато што сам била биполарна. Морала сам, јеботе, да одрастем.” Ловато такође наводи да је дијагноза ревидирана на хиперкинетички поремећај.

#### Предозирање дрогом 2018.
Ловато 21. јуна 2018. објављује сингл „Sober” у којем открива да покличе након шест година трезвености. Ловато 24. јула 2018. доживљава хитни пребај у медицински центар Седерс-Синај у Лос Анђелесу након што је хитна помоћ позвана у дом због предозирања опиоидима. Ловато изјављује: „Лекари су ми рекли да сам имала пет до 10 минута, као и да ме нико није пронашао, сада не бих била овде.” Касније током дана речено је да је стабилно и да се опоравља. До предозирања је, наводно, дошло оксикодоном са фентанилом, а оживљава налоксоном. Ловато такође има вишеструке здравствене компликације због предозирања, као што су вишеструки мождани удари, срчани удар и оштећење мозга, док је оштећење мозга изазвало трајне проблеме са видом. Након двонедељне хоспитализације, одлази у стационарну установу за рехабилитацију.
Предозирање дрогом добило је широку медијску покривеност, што је довело до тога да Ловато постане најгугланија особа у 2018. години, испред Меган Маркл, Брета Каваноа, Логана Пола и других личности које су имале обимно извештавање током целе године, углавном због интереса јавности око предозирања. CBS News је предозирање уврстио на 29. место највеће приче у 2018. години.
У децембру 2018. Ловато на Twitter-у одбацује гласине о свом предозирању и наставља да се захваљује својим обожаваоцима, написавши: „Ако осећам да свет треба нешто да зна, рећи ћу им САМА. Све што моји обожаваоци треба да знају је да ја напорно радим на себи, срећна сам и чиста и МНОГО сам захвална на њиховој подршци.” Додаје да ће једног дана „испричати свету шта се тачно догодило, зашто се то догодило и какав је мој живот данас... али док не будем спремна да то поделим са људима, молим вас, престаните да радо знате и измишљате срања о којима ништа не знате. И даље ми треба простор и време да се излечим.”
Ловато говори о свом предозирању током наступа 2020. у емисији Шоу Елен Деџенерес, где елаборира како је погоршана борба са булимијом 2018. допринела евентуалном предозирању дрогом, јер се стање поново јавља три месеца пре инцидента због изузетне туге. Ловато ове борбе приписује екстремним мерама које је тадашњи менаџер Фил Макинтајер предузео да контролише храну коју уноси. Ловато даље објашњава да, уз контролну природу свог менаџерског тима, не добија њихову потребну помоћ: „Људи проверавају које су моје наруџбине у Starbucks-у на мојим банковним изводима ... такве ситнице ... то ме је довело до тога да будем заиста несрећна и моја булимија се јако погоршала и тражила сам помоћ али је нисам добила, иако ми је била потребна.” Такође, говори о свом мисаоном процесу оне ноћи када се враћа дроги након шест година трезвености: „Шест година сам трезна и јадна сам. Још сам јаднија него што сам била док сам пила. Зашто сам трезна?” Након што се суочава са својим менаџерским тимом због ових мисли, они одговарају са: „Веома си себична, ово би уништило ствари не само теби већ и нама.” Ово је учинило да се Ловато осећа „потпуно напуштено” због тога што изазива основни проблем када доживљава напуштање од стране оца, па „пијем ... те ноћи”.

#### Траума силовања
Ловато 2021. открива да доживљава силовање са 15 година када ради на Disney Channel-у, а да је силоватељ био колега са којим мора да се виђа и након тога. Инцидент је допринео булимији и самоповређивању. Ловато неким људима говори о силовању, али нападач „никад није упао у невољу због тога. Никада није уклоњен из филма у којем је био”. Ловато изјављује да тада не сматра тај чин као силовање, јер сексуална активност није била нормализована и део је Disney-јеве дружине која је носила прстенове чистоће и чека до брака. Ипак, одлучује да подели своје искуство јер сматра да свако треба да „говори својим гласом ако може и да се осећа пријатно при томе”. Ловато такође изјављује да се силовање десило и током предозирања дрогом 2018. године, схвативши месец дана након инцидента да се у том тренутку не налази у стању да пристане.

## Други подухвати

### Активизам и филантропија
Рад као активисте за права ЛГБТ особа препознао је GLAAD, који додељује награду вангард 2016. године. Када је у јуну 2013. испуњен Закон о одбрани брака, Ловато прославља ту прилику на друштвеним медијима. Ловато раније потврђује своју подршку ЛГБТ заједници: „Верујем у геј бракове, верујем у једнакост. Мислим да има много лицемерја са религијом. Можете имати свој однос са Богом, али и ја пуно вере”. У мају 2014. добија именовање за главног извођача Недеље поноса у Њујорку и за великог маршала Параде поноса у Лос Анђелесу, где касније снима музички спот за песму „Really Don't Care”. Ловато 2015. године постаје заштитно лице америчке Кампање за људска права за равноправност брака. У јуну 2016, Ловато учествује у видео-запису који објављује Кампања за људска права у част жртвама пуцњаве у ноћном клубу у Орланду.
Ловато такође подиже свест о питањима здравља и душевног здравља. За своју борбу против стигме душевног здравља, добија награду уметника за храброст Института Џејн и Тери Семел. У мају 2009. Ловато је почасни амбасадор образовања од стране Америчког партнерства за еозинофилне поремећаје. У децембру 2011. Ловато осуђује Disney Channel због емитовања епизода серија Играј! и Тако случајно! у којима су се ликови шалили на рачун поремећаја у исхрани. Мрежа се потом извинила и уклонила епизоде са својих услуга за емитовање и видеа на захтев. У мају 2013. добија похвалу због посвећености менторству тинејџера и младих са проблемима душевног здравља на Националном дану свести о душевном здрављу деце који је организовала Управа за злоупотребу супстанци и услуге душевног здравља у Вашингтону. Ловато од 2013. плаћа трошкове лечења душевно оболелих пацијената кроз Ловато програм стипендија за лечење, у част свом покојном оцу. Свој говор на Демократској националној конвенцији 2016. усредсређује на подизање свести о душевном здрављу. У септембру 2017. добија именовање за амбасадора Global Citizen-а за „залагање за душевно здравље хиљада деце расељене у Ираку и другим заједницама” и помаже „финансирање проширења пилот програма Спасимо децу, Лечење и образовање кроз уметност, на младе људе који живе у околини Киркука и покрајине Саладин”. У априлу 2020. Ловато се придружује кампањи за душевно здравље у знак подршке ирској добротворној организацији SpunOut.i.e. у помоћ Фонду за душевно здравље који прикупља новац за подршку душевном здрављу.
Ловато се изјашњава као феминиста. У интервјуу за часопис Dolly из 2017. године, објашњава да „феминизам ... не мора да значи спаљивање грудњака и мрзење мушкараца”, већ уместо тога „залагање за родну равноправност и покушај да се оснажи наша омладина. И показивање женама да могу да пригрле своју сексуалност и заслужују да имају самопоуздање и не морају да се прилагођавају ставовима друштва о томе шта жене треба да буду или како треба да се облаче. Дакле, мислим да се ради само о подршци другим женама и оснаживању других жена.” У мају 2017. Ловато се удружује са Fabletics-ом у креирању ограничене колекције спортске одеће за кампању Girl Up Фондације Уједињених нација за финансирање програма за „најмаргинализованије адолесценткиње на свету”.
Ловато је гласни заговорник антинасиља. У октобру 2010. ради као портпарол организације за борбу против малтретирања PACER и наступа у серији Следећи топ-модел Америке где говори против малтретирања. Ловато учествује у школској кампањи заговарања „Дан је постао бољи” и подржава DonateMyDress.org, Kids Wish Network, Love Our Children USA, дечју истраживачку болницу Сент Џуд и Град наде. У априлу 2012. постаје уредник часописа Seventeen, где описује своје личне борбе током тинејџерских дана. У септембру 2012. Ловато добија именовање за амбасадора Mean Stinks-а, кампање усмерене на елиминисање малтретирања од стране девојака.
Ловато се често противи оружаном насиљу и расној неправди. У јануару 2010. део је јавне објаве за Voto Latino као део промоције кампање организације „Be Counted” уочи пописа становништва 2010. у САД. У јуну 2016. Ловато потписује отворено писмо Billboard-а позивајући се на реформу оружја и у марту 2018. наступа на скупу против насиља оружјем Марш за наше животе у Вашингтону. У мају 2020 Ловато осуђује полицијску бруталност и службенике одговорне за убиство Џорџа Флојда и пуцњаве на Бреону Тејлор. Дели ресурсе за подршку покрету Black Lives Matter и предузећима у власништву црнаца и осуђује привилегије белаца.
Током своје каријере, Ловато донира и сарађује са разним добротворним организацијама. Године 2009. снима тематску песму „Send It On” са групом , Мајли Сајрус и Селеном Гомез за програм Disney's Friends for Change. Песма је дебитовала на 20. месту листе  100, а свој приход је усмерава у добротворне сврхе за заштиту животне средине преко фонда Disney Worldwide Conservation Fund. Ловато и Џо Џонас снимају песму „Make a Wave” за добротворне сврхе у марту 2010. године. У августу 2013. путује у Кенију на свој 21. рођендан да учествује у програму међународне добротворне организације . Враћа се у Кенију у јануару 2017. са We Movement-ом да ради са женама и децом. У марту 2017, као прослава своје петогодишњице трезвености, Ловато донира новац добротворним организацијама са седиштем у Лос Анђелесу специјализованим за права животиња, ЛГБТ и усвајања. У августу 2017. Ловато донира 50.000 долара за помоћ последицама урагана Харви и покреће фонд са Ником Џонасом, DNCE-јем и својим тадашњим менаџером, Филом Макинтајром. За своју другу ограничену колекцију спортске одеће са Fabletics-ом, објављена у јуну 2020, обећава до 125.000 долара прихода за напоре за ублажавање пандемије ковида 19. Као портпарол кампање Join the Surge Campaign, DoSomething.Org и Joining the Surge Clean & Clear-а, охрабрује своје обожаваоце да предузму иницијативу у својим заједницама.
У септембру 2021. Ловато наступа у Грик театру у Лос Анђелесу с циљем подизања свест о различитим кризама кроз које свет пролази и промовише глобално јединство, као део организације .

### Сарадње
Од 2014. до 2016. Ловато је заштитно лице бренда обуће, Skechers. Удружује се са Shazam-ом на турнеји Demi World Tour 2014. године. Ловато лансира своју линију за негу коже Devonne by Demi у децембру исте године. Поред тога, постаје први амбасадор бренда шминке N.Y.C. New York Color 2015. Те године, Ловато промовише The Radiant Collection за Tampax за „оснаживање жена свих узраста да остану неустрашиве и носе оно што желе у било које доба месеца.” У јуну 2016. Ловато се удружује са услугом за стриминг Tidal и уживо емитује први наступ турнеје Future Now Tour са Ником Џонасом. Од 2017. Ловато издаје колекције спортске одеће са женским брендом за спорт Fabletics за прикупљање новца за организације као што су кампања Girl Up Фондације Уједињених нација и напори за помоћ последицама ковида 19. Такође 2017. наступа на вечери коју је организовало предузеће за накит Bulgari, као део прославе поводом отварања водеће продавнице бренда у Петој авенији у Њујорку.
Ловато постаје амбасадор бренда за аудио предузеће JBL 2017. и за предузеће за шоље Ember 2018. Те године глуми у кампањи „Finding Balance” CORE Hydration-а; постаје иницијални инвеститор CORE Hydration-а након што први пут открије бренд 2015. године. Производи Jaguar-а, JBL-а, Lyft-а, Ferrari-ја, TikTok-а и Samsung-а представљени су у музичким спотовима певача. Такође наступа у рекламама за Skechers, Acuvue, Apple и . Године 2019. Dior користи песму „Only Forever” с албума Tell Me You Love Me у серији реклама и објава на друштвеним медијима за промоцију колекције шминке бренда „Dior Forever”; бренд касније користи песму „Confident” у марту 2021. да промовише нову фондацију „Dior Forever” у низу кампања на друштвеним медијима. Од септембра 2020. Ловато ради као портпарол за душевно здравље предузећа за онлајн и мобилну терапију, Talkspace. У новембру 2021. Ловато најављује покретање сопственог вибратора, названог Demi Wand, у партнерству са Bellesa-ом. Истог месеца постаје први славни амбасадор Gaia-е; ово изазива критике обожавалаца и медија због садржаја платформе, који се нашироко описује као промоција теорија завере.

## Награде и номинације
Ловато осваја разне награде, као што су награда на MTV Video Music Awards-у, награда на ALMA Awards-у, пет Награда по избору публике, награду Billboard Women in Music, Гинисов рекорд и четрнаест Награда по избору тинејџера. Ловато добија две номинације за награду Греми, четири номинације за Billboard Music Awards и три номинације за награду Брит.

## Филмографија
- Рокенрол камп (2008)
- : 3D концерт (2009)
- Програм заштите за принцезе (2009)
- Рокенрол камп 2: Финални џем (2010)
- (2012)
- Штрумпфови: Скривено село (2017)
- (2017)
- (2017)
- Чаробни принц (2018)
- Песма Евровизије: Прича ватрене саге (2020)
- (2021)

## Дискографија
- (2008)
- (2009)
- (2011)
- (2013)
- (2015)
- (2017)
- (2021)
- (2022)

## Турнеје
| Предводеће - (2009—2010) - (2011—2013) - (2014) - (2014—2015) - (2018) Заједничке - (2016) (са Ником Џонасом) | Промотивне - (2008) - (2011) | Отварање - — (2008) - Аврил Лавињ — (2008) - — (2009) - — (2010) - Енрике Иглесијас — (2014) |

## Писани радови

### Књиге
- ,  (19. новембар 2013),  978-1-250-05144-8
- ,  (7. октобар 2014),  978-1-250-06352-6

### Ауторски чланци
- Ловато, Деми (1. 9. 2020). „Demi Lovato's Deeply Personal Letter on the Pandemic, Mental Health and Black Lives Matter”. Vogue. Приступљено 11. 1. 2021.